# VHS single
VHS single – singel muzyczny wydany na taśmie wideo (VHS), z reguły zawierający nie więcej niż trzy utwory.

## Historia
Format istnieje od wczesnych lat 80. XX wieku, kiedy to zespół Human League wydał 3-ścieżkowy singel z piosenkami „Mirror Man”, „Love Action (I Believe in Love)” i „Don’t You Want Me” w 1983 roku. Wydawnictwo nie osiągnęło dużej sprzedaży ze względu na wysoką cenę (10,99 funtów w porównaniu do 1,99 za singel 7-calowy). Singel VHS zdobył większą popularność kiedy światło dzienne ujrzał singel Madonny „Justify My Love” wydany na VHS w 1990 roku, po tym jak stacja MTV odmówiła jego emisji. Do tej pory jest to najlepiej sprzedający się singel w formacie wideo. W tym formacie ukazał się także singel „Numb” grupy U2 z ich albumu Zooropa (1993). W kolejnych latach na VHS pojawiły się m.in. single „Ray of Light” Madonny, „My All” Mariah Carey i „Gone Till November” Wyclefa Jeana. Mimo sukcesów tych utworów, single na VHS pojawiały się okresowo, a na przełomie XX i XXI wieku zostały zastąpione przez znacznie nowocześniejszy format DVD single.